# Benicio del Toro
Benicio Monserrate Rafael del Toro Sánchez (* 19. prosince 1967 San Germán, Portoriko) je americký herec a producent. Za roli policisty ve filmu Traffic – nadvláda gangů z roku 2000 obdržel Oscara za nejlepší mužský herecký výkon ve vedlejší roli, Zlatý glóbus, Cenu BAFTA a řadu dalších ocenění. Za roli věřícího bývalý trestanec ve filmu 21 gramů byl pak v roce 2003 nominován opět na Oscara za nejlepší mužský herecký výkon ve vedlejší roli a Cenu BAFTA. Na Cenu BAFTA byl také nominován v roce 2015 za roli poradce ve filmu Sicario: Nájemný vrah.
Del Toro se narodil na Portoriku, oba jeho rodiče byli právníci. Většinu dětství strávil v hlavním městě San Juan. V pouhých devíti letech mu zemřela matka na hepatitidu. V patnácti letech se s otcem a bratrem přestěhovali do městečka Mercersburg v americké Pensylvánii, kde vychodil i střední školu. Poté začal studovat podnikání na kalifornské University of California, San Diego. Úspěchy v dramatickém kroužku při univerzitě ho však přesvědčily opustit univerzitu a začít studovat herectví v Los Angeles a New Yorku.
Hrát začal koncem 80. let epizodní role v seriálech, objevil se také v malé roli v klipu k Madonnině písni La Isla Bonita. První filmové role se dočkal v roce 1988. Jeho druhou filmovou rolí byla již vedlejší role v bondovce Povolení zabíjet. Kritiky byl poprvé oceněn za roli v Oscarovém filmu Obvyklí podezřelí v roce 1996.